# 乳山南站
乳山南站是潍荣高速铁路莱荣段的客运中间站，位于山东省威海市乳山市乳山口镇择村北。此站隶属于中国铁路济南局集团，车站规模为2台4线，2个站台均为侧式站台。此站距起始站里程231km。此站不办理行李及包裹业务。

## 历史
- 2022年8月30日，乳山南站站房主体结构封顶[1]。
- 2023年6月底，潍荣高铁莱荣段完成静态验收[2]。
- 2023年12月8日，潍荣高铁莱荣段通车，乳山南站随之启用[3]。